# كاتارينا دور
كاتارينا دور (بالألمانية: Katharina Dürr)‏ (و. 1989  م) هي متزحلقة ألمانية، ولدت في ميونخ.

## روابط خارجية
- كاتارينا دور على موقع الاتحاد الدولي للتزلج (التزلج على المنحدرات الثلجية) (الإنجليزية)